# Galactose-alpha-1,3-galactose
Galactose-alpha-1,3-galactose, ook wel bekend als alpha-gal, is een koolhydraat dat aanwezig is in de celmembranen van de meeste zoogdieren. Het is niet aanwezig in het lichaam van primaten en mensen. Bij mensen reageert het immuunsysteem op deze lichaamsvreemde stof en maakt als reactie immunoglobuline M antilichamen aan. Deze reactie is ook verantwoordelijk voor orgaanafstoting na transplantaties. Het koolhydraat speelt ook een rol in een IgE-specifieke allergische reactie op sommige vleessoorten. Recente onderzoeken tonen aan dat er een verband is tussen deze allergie en de beet van een teek, waaronder de Lone Star-teek (Amblyomma americanum) in Noord Amerika en de schapenteek (Ixodes ricinus) in Zweden.